# Eyyübiye
Eyyübiye ist ein Landkreis (İlçe) der türkischen Provinz Şanlıurfa in Südostanatolien und zugleich eine gleichnamige Gemeinde (Belediye) der 2012 geschaffenen Şanlıurfa Büyükşehir Belediyesi (Großstadtgemeinde/Metropolprovinz). Der Landkreis ging 2014 (Ende 2012 ?) durch Aufteilung des zentralen Hauptstadtkreises (Merkez) hervor. Eyyübiye umfasst die südlichen Teile der Stadt Şanlıurfa mit den angrenzenden Dörfern.
Aus dem alten Hauptstadtkreis wurden durch das Gesetz Nr. 6360 36 (von 69) Stadtbezirken (Mahalle) der Hauptstadt, die Gemeinde (Belediye) Uğurlu sowie 114 Dörfer (Köy) abgespalten.
Im Zuge der Verwaltungsreform wurden die Gemeinde und die Dörfer in Mahalle umgewandelt, so dass deren Zahl auf 153 anwuchs. Bis Ende 2020 stieg die Anzahl auf 162 mit einer Durchschnittseinwohnerzahl von 2.364. Mit 24.310 Einwohnern ist Eyyüp Nebi der größte Mahalle.
Ebenfalls in Eyyübiye liegt der Flughafen Şanlıurfa und die 1992 gegründete Universität Harran.